# ハインリヒ3世 (ザクセン公)
ハインリヒ獅子公（ドイツ語: Heinrich der Löwe, 1129年 - 1195年8月6日）は、中世ドイツの領邦君主の1人で、ザクセン公（ハインリヒ3世、在位：1142年 - 1180年）、バイエルン公（ハインリヒ12世、在位：1156年 - 1180年）。1180年に従兄のローマ皇帝フリードリヒ1世に2つの公領を奪われるまでは当時最も権力を持ったドイツの君主の1人だった。
最盛期には北海及びバルト海沿岸からアルプス山脈まで、ヴェストファーレンからポンメルンまでの広大な領土を統治した。ハインリヒは自身の政治的、軍事的な洞察力と4人の祖父母の遺産によって強大な権力と領地を獲得した。

## 生涯
バイエルン公とザクセン公を兼ねたハインリヒ10世と妃ゲルトルートの子としてラーフェンスブルク（en:Ravensburg）に生まれた。父はバイエルン公ハインリヒ9世とザクセン公家のビルング家の女性相続人ヴルフヒルトの息子だった。また、母方の祖父は神聖ローマ皇帝ロタール3世であり、祖母でロタール3世の妻リヒェンツァ・フォン・ノルトハイムはノルトハイム家（en:Northeim）のザクセン領地とブルノン家の所有するブラウンシュヴァイクの女性相続人だった。
1138年、父ハインリヒ10世は帝位の競争相手コンラート3世に敗れて追放、1138年と1139年にザクセン公位はアルブレヒト1世に、バイエルン公位はオーストリア辺境伯レオポルト4世に与えられた。父は1139年にそのまま没したが、ハインリヒは遺産相続の要求を取り下げず、1142年にコンラート3世にザクセンの所領を返還された。皇帝コンラートとその甥で後の皇帝フリードリヒを筆頭に、聖俗の諸侯・貴族がこぞって参加した第2回十字軍への関与では、獅子公は父から不当に剥奪されたとするバイエルン公の地位の返還を訴えたものの、コンラート3世が応じなかったために、公とザクセンの貴族は十字軍参加を拒否した。代わりに1147年のヴェンド十字軍に参加し、1156年にはコンラート3世の後継者でハインリヒの従兄に当たるフリードリヒ1世に対してバイエルンもハインリヒ2世（レオポルト4世の兄）から返還するよう要求、バイエルン公も兼ねた。また、1149年以降エルベ川東の司教区の再建とその司教の叙任権を要求し、フリードリヒ1世によって認められた。
ハインリヒは都市開発も進め、1157年（または1158年）にミュンヘンを、1159年にリューベックを興した。またシュターデ、リューネブルク、ブラウンシュヴァイクの町も興し、これを都市に発展させた。ブラウンシュヴァイクは彼の拠点であり、1166年、ここに自身の紋章に描かれた動物のライオンの像を作成、その像はダンクヴァルデローデ城（de:Dankwarderode）の庭に建立された。これはアルプス山脈の北において最初に建立された青銅像だった。後にこの像の側にブラウンシュヴァイク大聖堂（en:Brunswick Cathedral）が建築された。

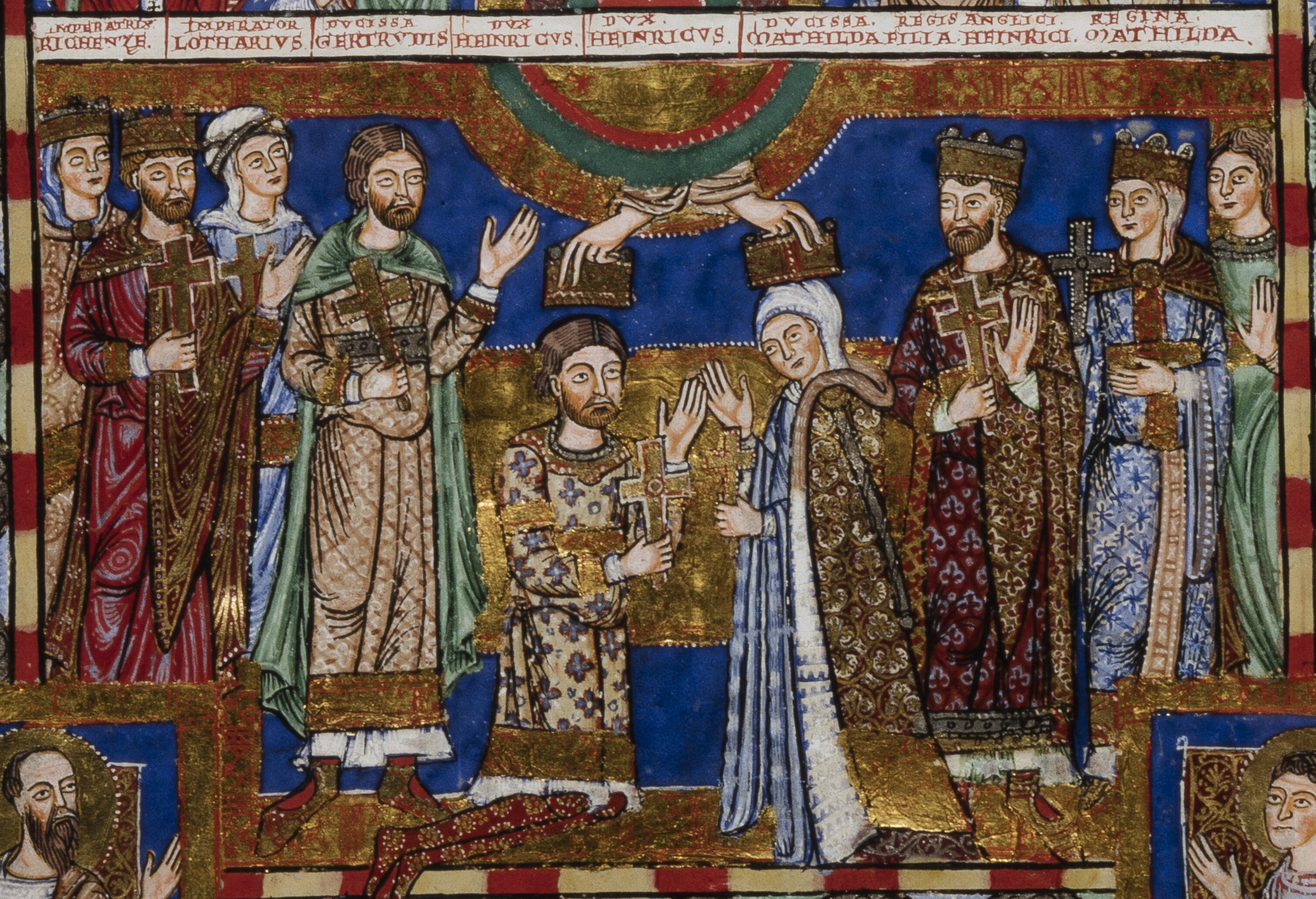
ハインリヒ獅子公とマティルダの戴冠式（1188年）

1147年、ハインリヒはクレメンティア・フォン・ツェーリンゲンと結婚し、それによって彼女が相続したシュヴァーベンの領地を手に入れた。1162年にフリードリヒ1世からの圧力で妻と離婚するが、それと引き換えに皇帝はザクセンの皇帝領内にある教皇派の要塞を重要視せずにハインリヒに与えた。1168年にハインリヒはイングランド王ヘンリー2世とアリエノール・ダキテーヌの娘マティルダと再婚した。
ハインリヒは長い間フリードリヒ1世に忠誠を誓い、支え続けていた。帝位の確立を賭けたロンバルディア同盟の都市と教皇との度重なる戦いの中で何度か戦いの流れを変えたため、フリードリヒ1世はハインリヒの擁する気性の荒いザクセンの騎士が気に入っていた。しかし1174年、ハインリヒは自領の東の境界線を守るのに手一杯だったため、フリードリヒ1世が再開したロンバルディア侵攻の援助要請を拒否した。ハインリヒにはイタリア遠征に労力を割く価値があるとは思えず、長年与えられるのを望んでいた皇帝の都市ゴスラーを報酬にするとフリードリヒ1世が持ちかけても考えは変わらなかった。

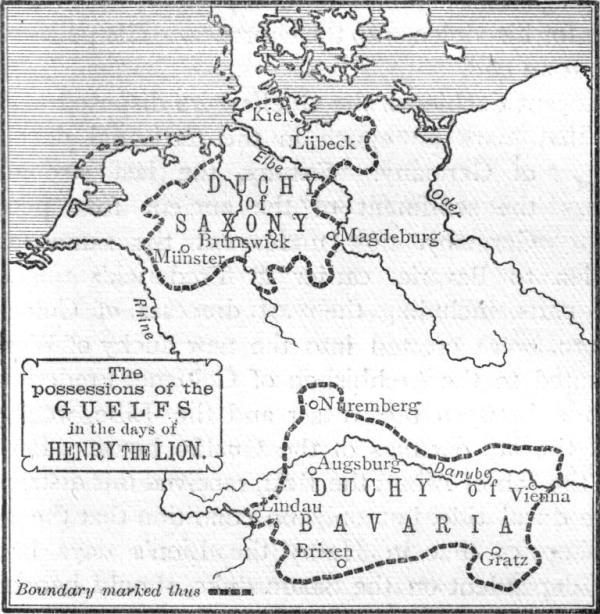
ハインリヒのザクセン及びバイエルン公領

フリードリヒ1世のロンバルディア遠征は大失敗に終わり、自分を支援出来なかったハインリヒに対してひどく憤慨した。フリードリヒ1世はザクセンとバイエルンの他、ドイツ北部と東部にも広大な領地を確保し、強大な権力を持つハインリヒに対する他のドイツ君主の敵意を利用した。フリードリヒ1世は聖職と世俗の選帝侯達が開いた法廷の決議により、不服従の罪で1180年、ハインリヒを追放刑に処した。また帝国法はドイツの慣習法を覆し得ると断言し、ハインリヒの持つ所領を没収して帝国アハト刑に処した。フリードリヒ1世はハインリヒを屈服させるため、皇帝軍を率いてザクセンを侵攻した。ハインリヒは1181年11月に降伏、エアフルトで開かれた帝国議会で1182年から3年間ドイツから追放され、ノルマンディーに居る義父のヘンリー2世の下に滞在した。1185年に許可が下りる前に帰国したため、1188年に再び追放された。妻マティルダは1189年に没した。
1189年、フリードリヒ1世が第3回十字軍に出征した時、ハインリヒはザクセンに戻って忠実な自軍を動員し、裏切りに対する報復として富裕な都市バルドヴィック（en:Bardowick）を征服し教会を除く全てを破壊した。フリードリヒ1世の息子のハインリヒ6世はハインリヒ獅子公に敗れた。1194年、死期が近づいたためハインリヒは皇帝と和解し、周囲の領地をかなり減らされたブラウンシュヴァイクへ戻り、芸術と建築を振興しブラウンシュヴァイク公として1195年8月6日に没した。遺骸はブラウンシュヴァイク大聖堂の妻マティルダの隣に葬られた。

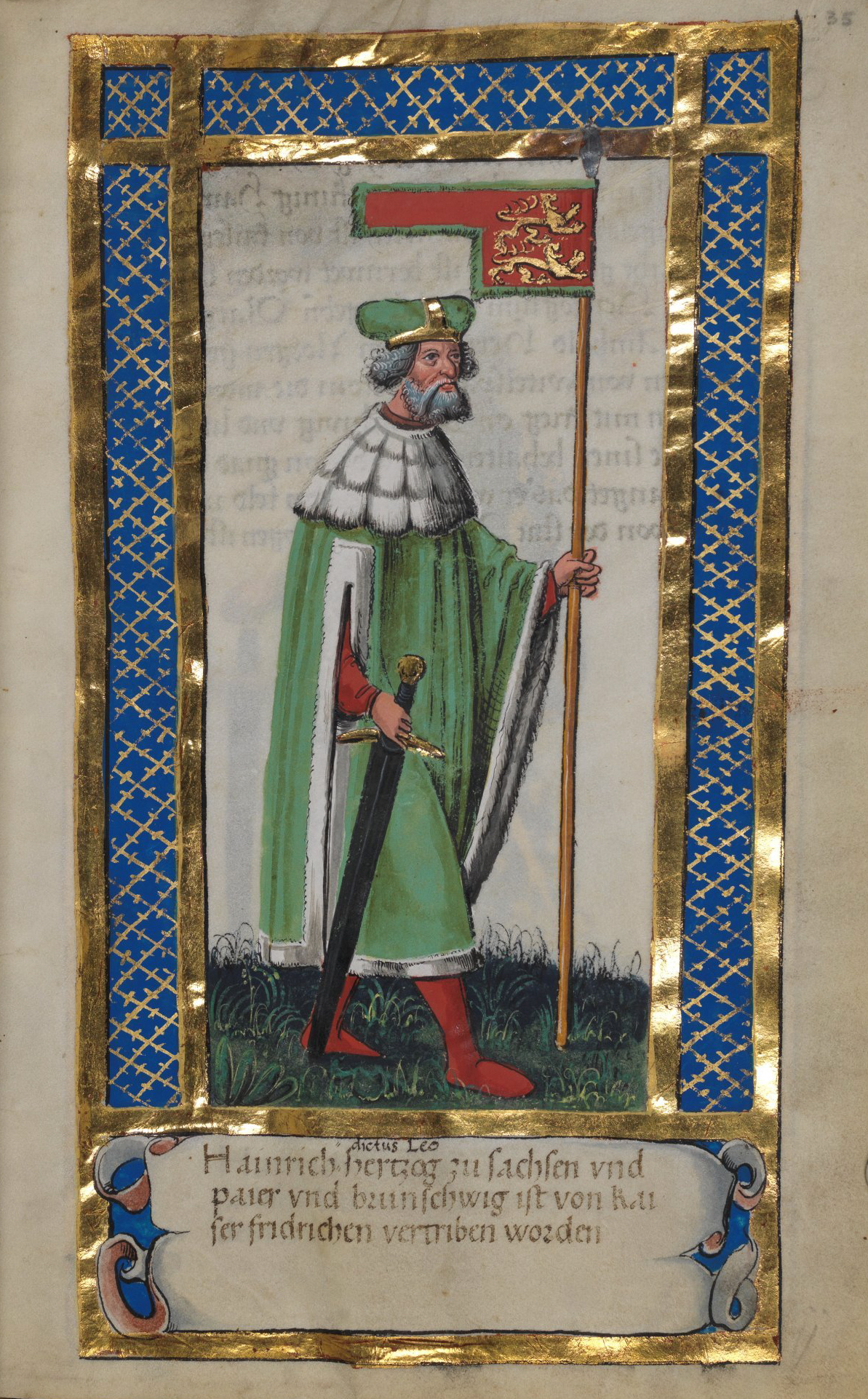
ハインリヒ獅子公

バイエルンはヴィッテルスバッハ家へ、ザクセンはアスカーニエン家（後にヴェッティン家）に受け継がれ、帝国内の有力領邦に成長していった。ハインリヒの長男ハインリヒ5世はライン宮中伯、次男のオットー4世はローマ皇帝に即位したが、いずれも短期間で終わった。ブラウンシュヴァイクとリューネブルクは孫で末子ヴィルヘルムの息子オットー1世が相続、ブラウンシュヴァイク＝リューネブルク公として復帰した。
ドイツの世俗領主の中で最初に宮廷を権勢誇示の中心としとしたのはハインリヒであり、その宮廷はブラウンシュヴァイクの宮廷である。
ドイツの世俗領主の中で最初に「文書」（Schriftstück）の重要性を認識し、積極的に活用したのが、ハインリヒである。公は1144年あるいはそれ以前に ブラウンシュヴァイクの宮廷に官房（Kanzlei）を置いた 。
文化に関心の深いハインリヒとマティルデ妃は、豪華な装飾写本「ハインリヒ獅子公の福音書」（Evangeliar Heinrichs des Löwen）を作成させ、フランスの武勲詩の傑作「ローランの歌」をドイツ語に翻訳させている。前者では、公夫妻それぞれが王族の子孫であり、戴冠が神自身の手によることを強調する画像が特に印象的である。画像は「かつての封土授与式の図における皇帝像をモデルとしている」。後者では、そのエピローグにおいて、公はダビデ、カール大帝の系譜を引き継ぐ人物として称揚され、国王と同列に置かれている。なお、ハインリヒ獅子公の孫娘、アグネス（Agnes von Bayern）は、ラインボット・フォン・デュルネに „Der heilige Georg“を著わすことを命じている 。

## 子女
ハインリヒの子のうち主な人物を挙げる。
- ツェーリンゲン大公コンラート1世の娘クレメンティア（婚期：1147年 - 1162年、離別）との間の子
  - ハインリヒ4世（生没年不詳） - 夭折
  - ゲルトルート（1150年頃 - 1196年） - コンラート3世（ローマ王）の次男のシュヴァーベン大公フリードリヒ4世と結婚、夫と死別後にデンマーク王クヌーズ6世と結婚。
- イングランド王ヘンリー2世の娘マティルダ（婚期：1168年 - 1189年、死別）との間の子
  - リヒェンツァのちにマティルデ[7]（1172年 - 1208年/1209年） - ペルシュ伯ジョフロワ3世と結婚、後にクシー領主アンゲラン3世と結婚。
  - ハインリヒ5世（1173年/1174年頃 - 1227年） - ライン宮中伯。娘のアグネスはバイエルン公オットー2世に嫁いだ。
  - ロタール（1174年/1175年 - 1190年）
  - オットー4世（1175年/1176年 - 1218年） - 神聖ローマ皇帝及びシュヴァーベン大公
  - ヴィルヘルム（1184年 - 1213年） - リューネブルク公。デンマーク王ヴァルデマー1世の娘ベアトリクスと結婚。彼の傍系は、ハノーファー家のイギリス国王ジョージ1世に繋がる。
- イーダ・フォン・ブリースカステル（婚期：?）
  - マティルデ（1150年頃 - 1219年頃） - メクレンブルク侯ハインリヒ・ボルヴィン1世と結婚。